# Josef Pánek
Josef Pánek (* 1966 Praha) je český spisovatel a vědec v oboru výpočetní molekulární genetika (bioinformatika). Studoval v Praze. Pracuje v Mikrobiologickém ústavu Akademie věd České republiky. Žil v Norsku a v Austrálii a kvůli svému povolání cestoval po světě, což se odrazilo v jeho novele Láska v době globálních klimatických změn. Tato kniha získala cenu Magnesia Litera za prózu 2018. Nyní žije v Česku. Má jednoho syna.

## Dílo
- Kopáč opálů, Triton 2013 – sbírka povídek
- Láska v době globálních klimatických změn, Argo, 2017, 2. vydání 2022 – novela
  - cizojazyčná vydání: Poland (Stara szkola), Bulgaria (Iskry), Italy (Keller editore), Croatia (Umjetnička organizacija Artikulacije), Egypt (Al Arabi), France (Éditions Denoël), Germany (KLAK Verlag), Serbia (Akademska Knjiga), Romania (Editura Casa Cartii de Stiinta), Netherlands (Uitgeverij Nobelman)
- Jsem jejich bůh, Argo, 2022
- Portrét vědce v systému postindustriální společnosti, Argo, 2025

25. září 2019 měla v divadle MeetFactory premiéru dramatizace Pánkovy knihy Láska v době globálních klimatických změn režiséra Ondřeje Štefaňáka. V rolích se představili Petr Jeništa, Vojtěch Hrabák a Jan Bárta.